# Дрянка
Дря́нка (болг. Дрянка) — село в Смолянській області Болгарії. Входить до складу общини Баніте.

## Населення
За даними перепису населення 2011 року у селі проживала 271 особа.
Національний склад населення села:
| Національність   | Кількість осіб | Відсоток |
| ---------------- | -------------- | -------- |
| болгари          | 245            | 96,5%    |
| турки            | 0              | 0%       |
| цигани           | 0              | 0%       |
| інша             | 0              | 0%       |
| не визначились   | 9              | 3,5%     |
| Всього відповіли | 254            |          |

Розподіл населення за віком у 2011 році:
Динаміка населення: